# 1826年の相撲
1826年の相撲（1826ねんのすもう）は、1826年の相撲関係のできごとについて述べる。

## 興行
- 1月場所（江戸相撲）[1]
  - 興行場所:本所回向院
  - 3月3日（旧1月25日）より晴天10日間興行
- 5月場所（大坂相撲）[2]
  - 興行場所:難波新地
- 7月場所（京都相撲）[2]
  - 興行場所:二条川東
  - 晴天7日間興行
- 10月場所（江戸相撲）[3]
  - 興行場所:本所回向院
  - 11月25日（旧10月26日）より晴天10日間興行